# Frank Muller
Frank Muller (Virginia, 10 de septiembre de 1862 - Virginia, 19 de abril de 1917) fue un astrónomo estadounidense. Trabajó junto con Ormond Stone y Francis Leavenworth.

Descubrió 83 objetos del Nuevo Catálogo General y 13 objetos del Catálogo Índice.